# Markéta Provensálská
Markéta Provensálská (francouzsky Marguerite de Provence, katalánsky Margarida de Provença, 1221, Brignoles – 20. prosince 1295, Paříž) byla francouzská královna, manželka krále Ludvíka IX. Společně s manželem se zúčastnila křížové výpravy do Svaté země, kde setrvala několik let a během manželství ovlivňovala vládu svého muže a o totéž se marně pokusila u syna Filipa. Po celý život udržovala kontakt se svou sestrou Eleonorou, provdanou do Anglie.

## Francouzská královna

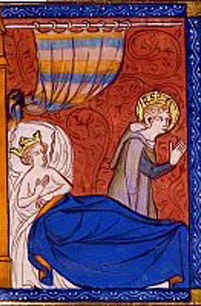
Svatý Ludvík opouští manželské lože (středověká iluminace)

Markéta byla nejstarší ze čtyř dcer provensálského hraběte Ramona Berenguera V. a Beatrix, dcery savojského hraběte Tomáše. Mladý francouzský král Ludvík IX. díky své matce o sňatek s dcerou hraběte velmi stál. Oba mladí lidé byli příbuzní čtvrtého stupně a museli nejdříve získat papežský dispenz, který jim udělil 2. ledna 1234 Řehoř IX.
Velkolepý svatební obřad i následná Markétina korunovace proběhla v katedrále v Sens koncem května 1234. Celý doprovod – savojští strýčci, chůva, dvorní dámy, byli ihned po sňatku posláni zpět domů. Silný vliv na panovníka si i po svatbě udržela královna matka. Na Markétu žárlila a situaci komplikovalo i společné bydlení a cestování. Markéta byla nucena čelit podezření z neplodnosti, kterou měla zažehnat poutí do svatyně Saint-Thibaut. Po světcově přímluvě se konečně roku 1240, šest let po svatbě, narodila první dcera pojmenovaná po královně matce.
Teprve roku 1247, rok před výpravou do Svaté země, získala Markéta nárok na vlastní důchod a domácnost.
| „                   | Královna Blanka zacházela s královnou Markétou tak nevlídně, že, pokud to bylo jen trochu možné, znemožňovala svému synovi pobývat ve společnosti jeho ženy... Mladý král a jeho manželka žili nejraději v paláci v Pontoise, protože zde byla králova komnata v horním patře a královnina přímo pod ní. Zařídili to tak, že jakmile sluhové spatřili blížící se královnu Blanku, zaklepali svou holí na královniny dveře a král utíkal nahoru do svého pokoje, takže ho matka našla tam... Jednou dlel král u své choti, která se po porodu nacházela v nebezpečí smrti. Královna Blanka vešla do její komnaty, uchopila krále za ruku a prohlásila: ‚Pojď pryč, nejsi tu nic platný.‘ Když královna Markéta viděla, že ho královna Blanka odvádí, zvolala: ‚Běda, ať žiju nebo umírám, nenecháte mne s mým manželem!‘ | “ |
| — Jean de Joinville | |   |

## Křížové výpravy

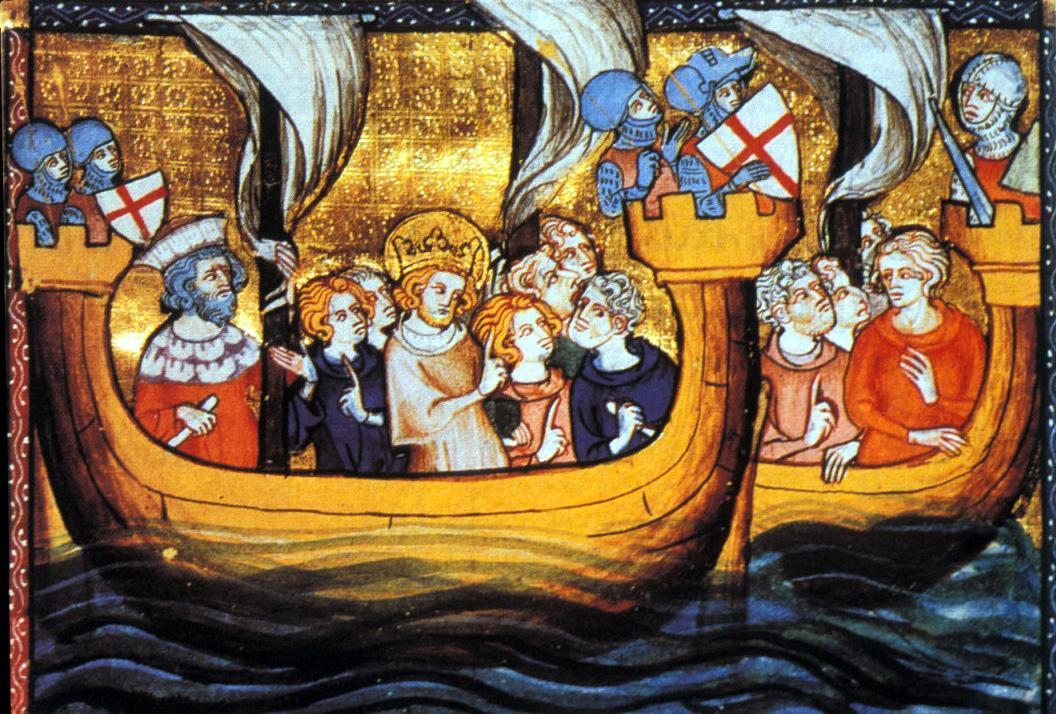
Loďstvo sedmé křížové výpravy (středověká iluminace)

Silně religiózní Ludvík roku 1244 vážně onemocněl a po zázračném uzdravení přijal znamení kříže a zavázal se ke křížové výpravě. Po několika letech příprav roku 1248 vypluli urození křižáci společně s vojskem z přístavu Aigues-Mortes na Kypr, kde přezimovali. Cílem útoku měl být Egypt. Na jaře 1249 se vylodili u Damietty, rozprášili chabou egyptskou obranu a bez boje obsadili přístav. Král založil ve městě latinské arcibiskupství a na podzim 1249 se vydal na pochod do vnitrozemí. V Damiettě zanechal těhotnou Markétu, která jej na výpravu doprovázela a unikla tak z tchynina vlivu. Netušila, že se s Blankou Kastilskou již nesetká.
U al-Mansúry Ludvík svedl vítěznou bitvu s egyptskými mamlúky, ale utrpěl těžké ztráty a město se mu dobýt nepodařilo.V boji zemřel Ludvíkův mladší bratr Robert I. z Artois. Egypťané křižáky zdecimované epidemií pocházející pravděpodobně z vody plné mrtvých těl, obklíčili a zajali i samotného nemocného krále.

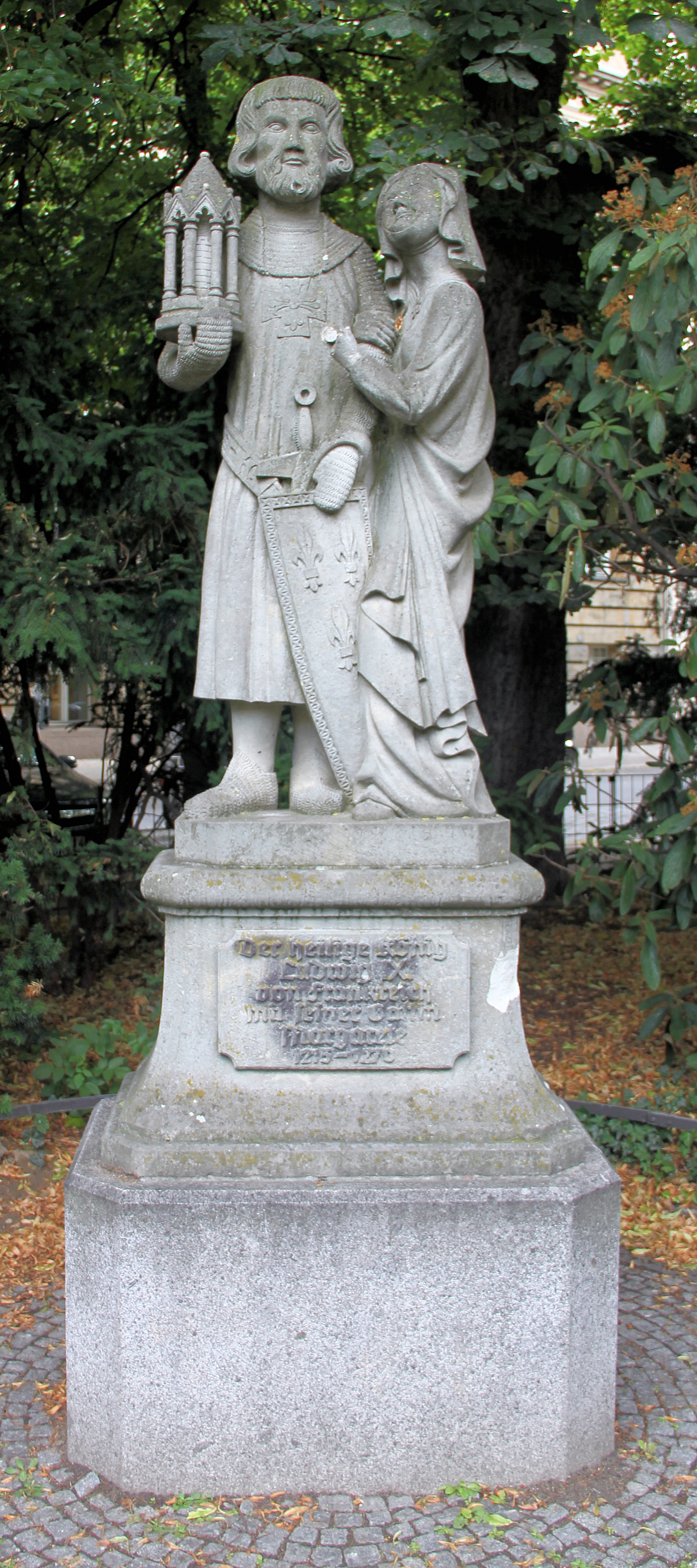
Ludvík a Markéta (Berlin-Wilmersdorf)

Když zpráva o porážce výpravy a zajatcích dorazila do Damietty, začali se křesťanští vojáci chystat k návratu do vlasti. Královna Markéta byla srdnatá žena. Donutila svého osobního strážce k přísaze, že pokud do města dorazí muslimové, setne jí hlavu dříve, než se dostane do zajetí. Den po porodu syna Jana si nechala k lůžku povolat velící důstojníky:
| „                   | Vzácní pánové, pro lásku boží toto město neopouštějte! Vždyť přece vidíte, že jak urozený král, tak všichni, kdo byli zajati, jsou ztraceni, bude-li město vydáno. A nestačí-li to, kéž pocítíte soustrast se mnou, ubožačkou, která tu ležím, abyste počkali alespoň, pokud nebudu moci vstát. | “ |
| — Jean de Joinville | |   |

a přesvědčila je tak, aby ve městě zůstali a začali vyjednávat. Chtěla nabídnout město a peníze výměnou za zajatce a kvůli hrozícímu hladu skoupila všechny potraviny ve městě. Plán vyšel. Ludvík byl v květnu 1250 výměnou za Damiettu a 400 000 liver propuštěn.
Královský pár odjel do Palestiny, kde strávil čtyři roky. Za tu dobu se králi podařilo vyjednat propuštění zajatých francouzských i palestinských křižáků, uzavřít spojenectví se sektou Assasínů a snažil se také o upevnění spojenectví s Mongoly. Francie byla zatím ve správě královny matky. Roku 1252 Blanka Kastilská zemřela a Ludvík začal uvažovat o návratu domů. Ten však uskutečnil až o dva roky později, z Akkonu vyplul 24. dubna 1254.
Markéta zaujala po tchynině smrti místo rádkyně svého muže. Podařilo se jí dokonce odvrátit zbožného Ludvíka od nápadu, že vstoupí do kláštera a vzdá se koruny. Roku 1258 uzavřel Ludvík s aragonským králem Jakubem smlouvu z Corbeil, v níž se Jakub vzdal téměř všech svých nároků v Languedocu a podstoupil Markétě svůj nárok na provensálské hrabství bez ohledu na závěť jejího otce. O tři roky anglický král Jindřich III. (Markétin švagr) z obav před baronskou opozicí nechal odvézt do Francie korunovační klenoty. Byla to právě Markéta, kdo provedl jejich soupis a ve dvou truhlách je nechala převézt do opatrování templářského řádu. Po celý život udržovala styky se sestrou Eleonorou, která byla provdána za Jindřicha III., podařilo se jim zmírnit nepřátelství mezi oběma dvory a jejich manželé se dokonce stali spojenci.
| „            | Neboť máme za ženy dvě sestry, a naše děti jsou vlastní bratranci a sestřenice, protož se velmi sluší, aby byl mír. Jest mi převelikou ctí mír, který činím s králem anglickým, poněvadž jest mým člověkem, kterým nebyl prve... | “ |
| — Ludvík IX. | |   |

Osmé křížové výpravy se Markéta nezúčastnila. Ludvík s vojskem se v parném červenci 1270 vylodil v Tunisu. Suché horké léto se výpravě stalo osudným. Mezi vojáky se začala říšit nakažlivá infekce. V Kartágu při čekání na oddíly Jakuba I., Theobalda II. a Eduarda Anglického 3. srpna zemřel na úplavici princ Jan Tristan, při předchozí kruciátě narozený během obléhání Damiettty. 25. srpna jej následoval do hrobu i samotný král. Novým panovníkem se stal Filip III. a vůdcem výpravy kvůli chlapcově mládí Karel I. z Anjou, mladší bratr Ludvíka IX. Protřelému Karlovi se podařilo vyjednat s emírem dohodu o volném obchodu a ochraně křesťanských mnichů. Tím pro Francouze výprava skončila a vraceli se zpět na evropský kontinent.

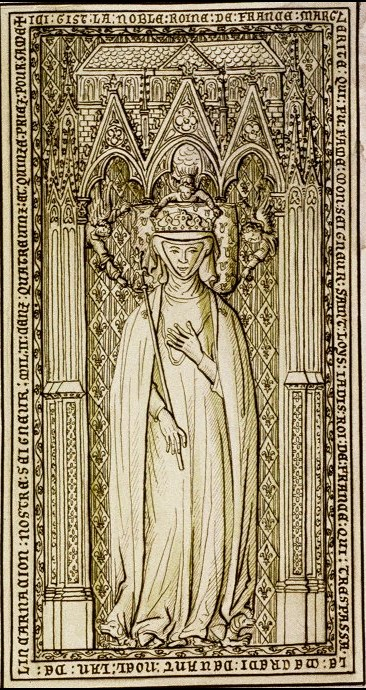
Tomba Markéty Provensálské (kresba Rogera de Gaignières)

Při plavbě do Trapani zastihla vracející se flotilu vichřice a výprava ztratila na čtyřicet válečných lodí. Mladý král Filip s manželkou s bídou zachránil holý život. Vyděšení cestovatelé se rozhodli raději pro cestu po souši. Do vlasti se jich přesto vrátilo jen pár. Nemoci podlehl Theobald Navarrský, jeho manželka Isabela (Markétina dcera) zemřela o rok později. Mladou královnu Isabelu shodil kůň, což vedlo k předčasnému porodu mrtvého chlapce a Isabelině smrti o pár dní později. Srpen roku 1271 se stal osudným i pro Ludvíkova bratra Alfonse z Poitiers a jeho ženu Janu. Zavražděn byl syn Richarda Cornwallského Jindřich z Almainu. Ve chvíli modlitby byl v kostele zákeřně přepaden a ubodán Guyem a Simonem, syny Simona z Montfortu. Byla to msta za opuštění řad vzbouřenců proti králi Jindřichovi III.

## Královna vdova
Markéta Provensálská se po smrti manžela zpočátku snažila ovlivnit synovu vládu, ale Filip se nechal daného slibu zprostit od samotného papeže. Poté se uchýlila do kláštera na pařížském předměstí Saint-Marcel a věnovala se správě svého vdovského panství v Provence. Dostala se do konfliktu se svým švagrem Karlem z Anjou, který byl manželem její nejmladší sestry Beatrix, jediné dědičky provensálského hrabství. Konflikt se urovnal až roku 1287, kdy byla Markétě přiznána renta 2000 tourských a jednorázové odstupné.
Po smrti syna Filipa (1285) se královna vdova zcela stáhla z královského dvora do kláštera Cordelières, který sama založila. V klášteře klarisek strávila poslední léta svého života. Společnost jí dělala dcera Blanka, vdova po kastilském princi Ferdinandovi. Markéta zemřela v požehnaném věku 74 let a byla pohřbena po manželově boku v Saint-Denis. Místo náhrobku se dochoval pouze jeho nákres z počátku 18. století.